# Du gamla, Du fria (Halvorsen)
Du gamla, Du fria (Jij oude, jij vrije) is een compositie van Johan Halvorsen. Halvorsen maakte een bewerking van Du gamla, Du fria, het Zweeds volkslied. Het werk beleefde dan ook in tegenstelling tot de meeste van zijn composities niet in Noorwegen haar première, maar in Stockholm en nog wel in de grote zaal van de Muziekacademie aldaar. John Cederlund leidde het strijkorkest daar op 16 december 1908. Pas op 20 maart 1929 was het in Oslo te horen. Dat kon waarschijnlijk niet eerder, ten tijde van de Zweedse première had Noorwegen zich net afgescheiden van de Personele Unie met Zweden.